# Anatoly Tozik
Anatoly Afanasyevich Tozik (bielorruso: Анатоль Апанасавіч Тозік; nacido el 13 de marzo de 1949) es un político de Bielorrusia. Fungió como vice primer ministro de Bielorrusia a partir del 28 de diciembre de 2010 hasta el 27 de diciembre de 2014.